# شورشیان کوئیر و ارتش آزادی‌بخش
شورشیان کوئیر و ارتش آزادی‌بخش (به انگلیسی: The Queer Insurrection and Liberation Army، به صورت مخفف: TQILA) یک گروه مسلح با اعضای کوئیر آنارشیست است که زیرمجموعهٔ نیروهای گریلای خلق‌های انقلابی بین‌الملل (IRPGF) بوده و در ۲۴ ژوئیه ۲۰۱۷ توسط همجنسگرای IRPGF تشکیل شد و در عملیات‌های آزادسازی شهر رقه شرکت کرد. این گروه در بیانیهٔ اولش اهداف شکل‌گیری خود را پاسخ به آزار و اذیت سیستماتیک همجنسگرایان توسط داعش به عنوان یکی از اصلی‌ترین انگیزه‌های این گروه اشاره کرده است.
TQILA اولین واحد همجنسگرایان است که به مبارزه علیه دولت اسلامی در عراق و شام پرداخته و ظاهراً اولین گروه از شبه‌نظامیان همجنسگرا در خاورمیانه می‌باشد.
این گروه از آوریل ۲۰۱۷ بخشی از گردان بین‌المللی آزادی بود و آنها دومین گروه آنارشیستی هستند که پس از واحد یونانی RUIS به آن ملحق می‌شوند. آنها اغلب در فعالیت‌های مبارزاتی تیپ در شبکه‌های اجتماعی شرکت می‌کنند.
در ۲۹ مه، IRPGF بیانیه ای را در ادای احترام به فرمانده نیروهای متحد آزادی محمت کورناز (اولاش بایراکتاراوغلو) که در نبرد در جبهه رقه در حین مبارزه با دولت اسلامی عراق و شام کشته شد، صادر کرد. آنها او را دوست واقعی سپاه پاسداران انقلاب اسلامی می‌دانند. در ۳۱ همان ماه، IRPGF نمایندگان و سخنرانانی را در مراسم تشییع پیکر چهار شهید گردان بین‌المللی آزادی و یگان‌های حفاظت خلق، مهمت کورناز (اولاش بایراکتاراوغلو) فرمانده سپاه پاسداران به شهر درک (کانتون سیزر) اعزام کرد.
حضور مردمی آنها در مراسم چندین شهید در روژاوا در سال ۲۰۱۷ تأیید شد. آنها پس از جنگیدن با سه شهید اخیر گردان آزادی بین‌المللی، در مراسم تشییع جنازه رهبر DKP و فرمانده نیروهای متحد آزادی (BÖG) اولاش بایراکتار اوغلو حضور داشتند.
شورش کوئیر و ارتش آزادیبخش (TQILA)، یک زیرواحد آنارشیست دگرباش[۱۵] از IRPGF، در ژوئیه ۲۰۱۷ به عنوان گروهی از شبه نظامیان خارجی که برای جنگ در کنار یگان‌های مدافع خلق کرد (YPG) آمده بودند، تشکیل شد. شکل‌گیری آن در رسانه‌های اجتماعی منتشر شد و به‌طور گسترده در مطبوعات غربی گزارش و تجلیل گردید.